# Лицевий нерв
Лицеви́й нерв (лат. nervus facialis), часом трапляється назва промі́жно-лицеви́й нерв (лат. nervus intermediofacialis) — VII пара черепних нервів у людей та решти хребетних. За функцією нерв змішаний: складається з рухових волокон — вісцеромоторних парасимпатичних та спеціальних вісцеромоторних (іннервація м'язів — похідних другої зябрової дуги), та волокон спеціальної (смакової) чутливості. Також містить невелику кількість волокон загальної чутливості. Нерв складається з двох основних структур, які тісно пов'язані між собою під час внутрішньоутробного розвитку та разом формують єдиний нервовий стовбур:
- власне лицевого, що містить спеціальні вісцеромоторні волокна;
- проміжного нерва (лат. nervus intermedius), або нерва Врізберга, що містить чутливі та вісцеромоторні парасимпатичні волокна.

Лицевий нерв іннервує всі мімічні м'язи (через що й отримав свою назву — лицевий, тобто пов'язаний з обличчям) та стремінцевий м'яз, забезпечує іннервацією більшість екзокринних залоз голови (слізна залоза, залози слизової оболонки носової та ротової порожнин, слинні залози (окрім привушної), відповідає за смакову чутливість передніх двох третин язика, забезпечує чутливість невеликої ділянки вушної раковини. При ушкодженні нерва виникає його нейропатія (параліч), яка буде проявлятися, залежно від локалізації, випадінням міміки за центральним або периферичним типом, порушенням іннервації екзокринних залоз, гіперакузією, втратою смаку.

## Внутрішньоутробний розвиток у людини

Черепні нерви шеститижневого ембріона (лицевий нерв позначено під восьмим номером)

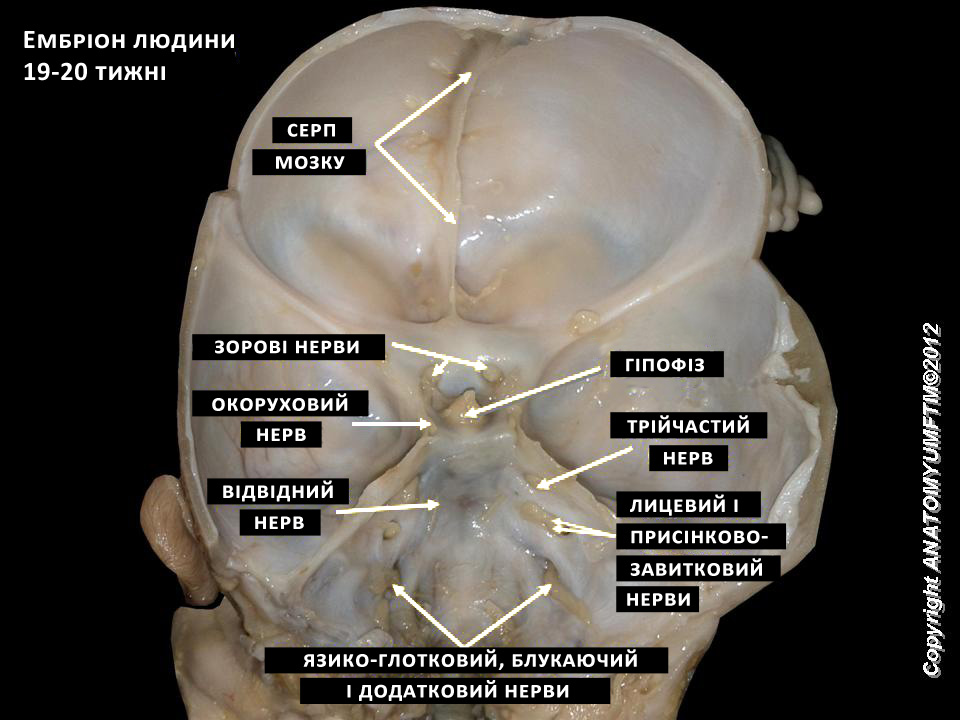
Черепні нерви п'ятимісячного плода

Лицевий нерв — це один із нервів зябрових дуг (разом з V, IX та ХІ парами черепних нервів). Він іннервує похідні другої зябрової дуги.

### Початок утворення
У процесі формування лицевий нерв тісно пов'язаний з присінково-завитковим. Різні складові нерва є похідними різних нервових ембріональних утворів: смакові волокна походять з колінчастої плакоди, волокна загальної чутливості — з нервового гребеня, вісцеромоторні волокна є похідними базальної пластинки нервової трубки. Першим утвором, який пов'язаний з лицевим нервом, є акустико-лицевий примордій, який ідентифікують в кінці третього тижня внутрішньоутробного розвитку. Цей примордій (ще його називають гребенем) є похідним нервового гребеня; окрім лицевого нерва він дає початок і присінково-завитковому нерву. Частина акустико-лицевого примордію, з якої згодом утвориться лицевий нерв, в кінці четвертого тижня поділяється на два стовбури: передній, який є барабанною струною, та задній, який буде основним стовбуром лицевого нерва. На початку п'ятого тижня примордій поступово сполучається з плакодою, що є попередницею чутливого вузла, безпосередньо зв'язаного з лицевим нервом — колінчастого вузла. Також на п'ятому тижні можна побачити рухове ядро лицевого нерва, яке виникає з четвертого та п'ятого ромбомерів заднього мозку; в цей час утворюється внутрішнє колінце лицевого нерва. Вузол можна ідентифікувати на п'ятому тижні внутрішньоутробного розвитку; разом з ним візуалізується великий кам'янистий нерв. На сьомому тижні вузол вже візуалізується дуже добре. Аксони нейронів вузла прямують до чутливих ядер у стовбурі мозку, дендрити — на периферію. В той же п'ятий тиждень барабанна струна впритул підходить до язикового нерва (гілочка нижньощелепного нерва), до якої, в майбутньому, й приєднається. На шостому тижні також можна побачити, що лицевий та присінково-завитковий нерви вже є окремими анатомічними об'єктами, а також ідентифікувати проміжний нерв; в цей час великий кам'янистий нерв підходить до скупчення клітин, які в майбутньому дадуть початок крило-піднебінному вузлу. Корінці нерва візуалізуються в кінці сьомого тижня. Проміжний нерв на цьому етапі є меншим, аніж лицевий.

### Внутрішньоскронева частина

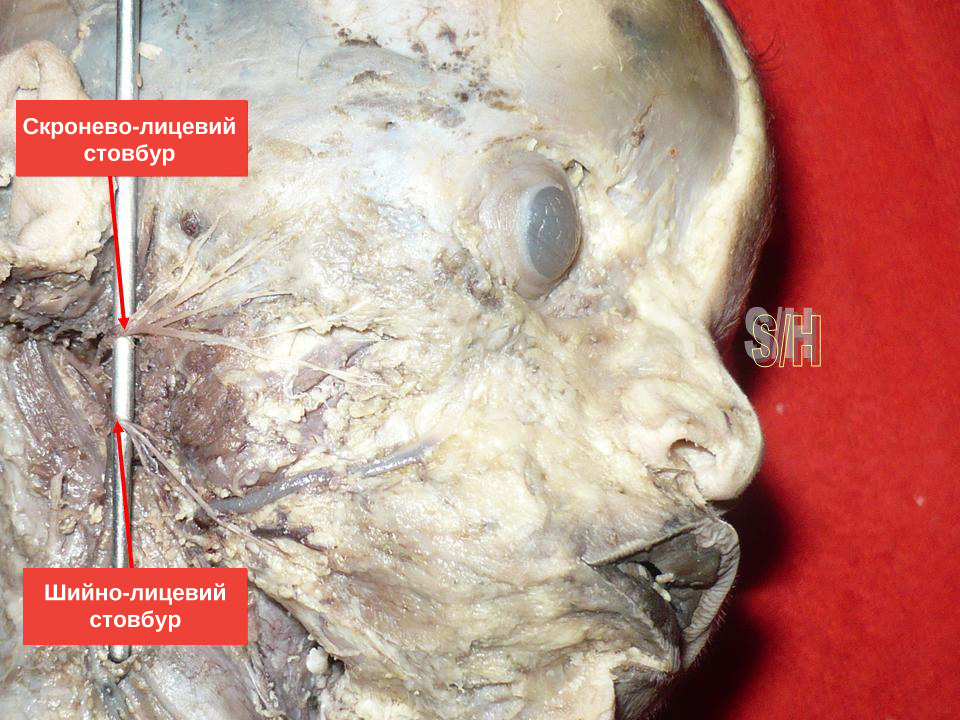
Розвиток периферичних гілок у плода

Внутрішньоскронева частина формується дещо швидше, ніж периферичні гілки. Так, колінце нерва утворюється вже в кінці п'ятого тижня. Протягом шостого-сьомого тижнів нерв отримує горизонтальний та вертикальний сегменти через ростральне (тобто в напрямку до кінцевого мозку) зміщення верхніх частин першої та другої зябрових дуг. Під час восьмого тижня, довкола перетинчастого лабіринту, утворюється хрящова капсула. У цій капсулі утворюється борозна, яка поступово оточуватиме нерв — так формується канал лицевого нерва. Ця борозна починає закриватися тільки на п'ятому місяці внутрішньоутробного розвитку, але навіть при народженні канал не до кінця закритий кісткою. Осифікація цієї капсули триває до чотирьох років опісля народження.

### Периферичні гілки та мімічні м'язи
Лицевий нерв у своєму розвитку також тісно пов'язаний з мімічними м'язами. Вперше зародки мімічних м'язів виникають на шостому тижні у вигляді чотирьох пластинок мезенхіми (потилична, нижньощелепна, шийна та скронева). Одночасно вдається візуалізувати периферичні гілочки, які прямують до цих пластинок. Саме вони в майбутньому формуватимуть рухові периферичні гілки зрілого лицевого нерва. Сьомий тиждень характеризується початком утворення найдрібніших гілочок, які галузяться в товщі м'язів. Протягом восьмого-дев'ятого тижнів утворюється більшість мімічних м'язів. Починаючи з дев'ятого тижня активно розростається привушна слинна залоза, яка згодом оточить нерв та розділить його гілки за топографічним принципом на більш поверхневі та більш глибокі. Нерв активно галузиться, утворюються анастомози, як між власними гілками, так і з гілками трійчастого нерва. Остаточно усі гілочки сформовані на шістнадцятий тиждень.

### Постнатальні особливості
До постанатальних особливостей можна віднести відсутність ще сформованого фалопієвого каналу, через що нерв виходить зі скроневої кістки практично під шкірою. Це є фактором, який значно збільшує травматизацію нерва у дітей. Також у дітей практично не сформований пипкоподібний відросток скроневої кістки, через що нерв є менш захищеним від травм.

## Порівняльна анатомія

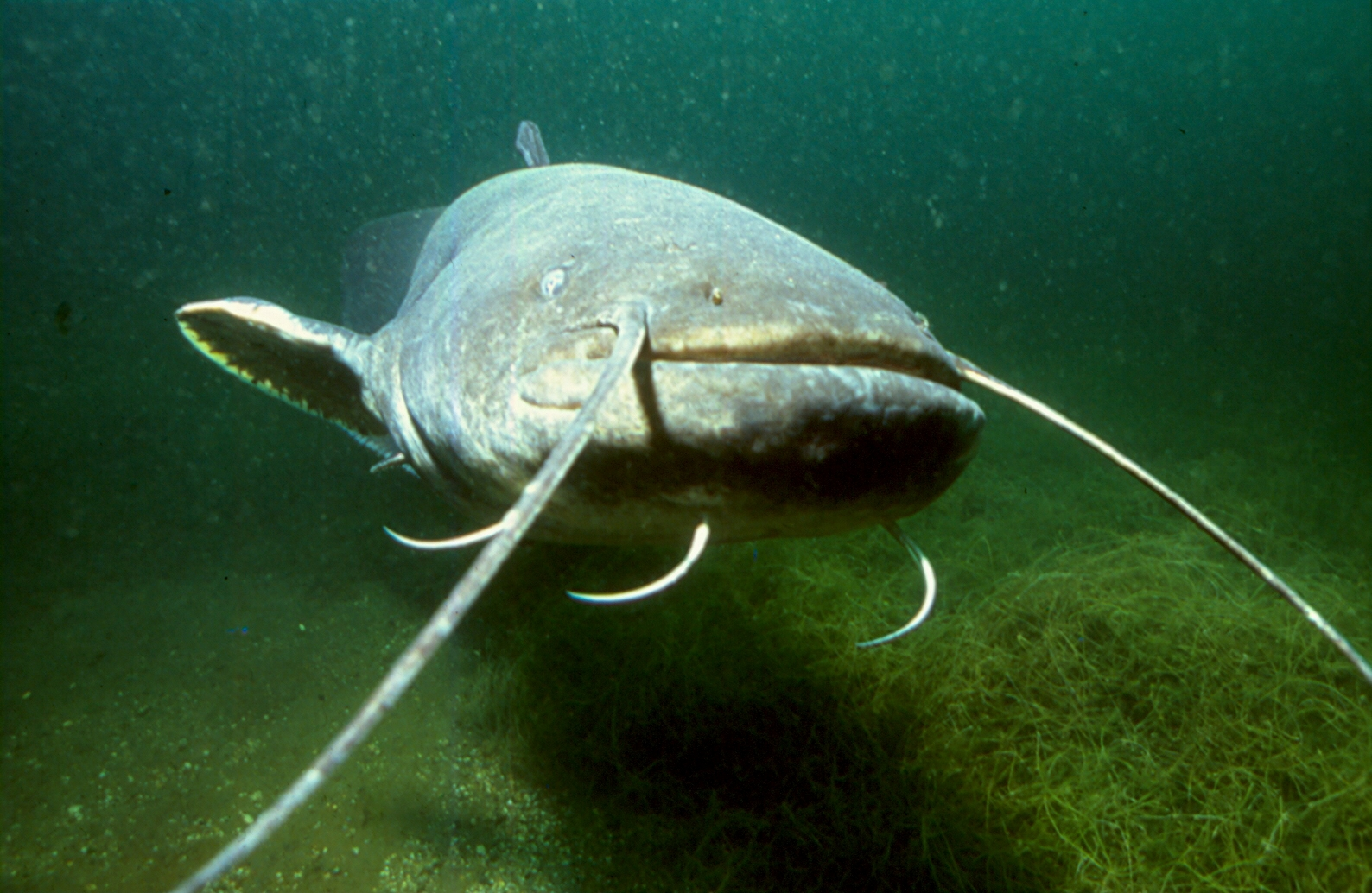
Представник сомових — сом звичайний

Лицевий нерв наявний у всіх хребетних тварин, анатомічний принцип його будови у всіх представників цього підтипу є подібним. Цю подібність можна простежити на прикладі побудови типового зябрового нерва риби, оскільки лицевий нерв у риб відноситься саме до зябрових нервів: нерв має надзябровий вузол (лат. ganglion epibranchiale), передзяброву чутливу та післязяброву змішану гілки. У контексті лицевого нерва людини та ссавців гомологом надзябрового вузла є колінчастий вузол, гомологом передзябрової гілки є барабанна струна, а гілочки, які іннервують мімічні м'язи, є гомологом післязябрової гілки. Слід зауважити, що на відміну від інших нервів зябрових дуг, у яких післязяброва гілка є змішаною, післязяброва гілка лицевого нерва є суто вісцеромоторною.
Загалом лицевий нерв у риб не пов'язаний з мімічними м'язами, оскільки таких у риб немає, і в ньому можна виділити дві основні гілки — це під'язиково-нижньощелепна гілка (лат. ramus hyomandibularis), яка іннервує м'язи зябер (тобто є післязябровою гілкою) та деякі інші м'язи голови, якщо такі наявні, та гомолог барабанної струни, який іннервує ротову порожнину. Окрім того, з лицевим нервом анастомозують гілочки, які відходять від нервів бічної лінії.
У риб смак відіграє надзвичайно важливу роль, а у сомових та коропових він настільки розвинутий, що лицевий нерв іннервує не тільки ті смакові рецептори, які розміщені в ротовій порожнині, а й ті, які розташовані на поверхні тіла. Так у сомових лицевий нерв іннервує сосочки, які розміщені на губах, вусах піднебінні та навіть на тілі. Через таку велику кількість інформації, яка пов'язана зі смаком, у цих риб гомолог смакового ядра представлений лицевою часткою (також є інша подібна частка, пов'язана з блукаюмим нервом).
У слонів хобот іннервується дуже великим нервом, який утворюється злиттям лицевого нерва та верхньощелепної гілки трійчастого нерва.

## Анатомія

### Ядра

Топографія ядер у довгастому мозку

Через складну будову та різноманітну іннервацію лицевий нерв анатомічно пов'язаний із трьома ядрами:
- Ядро одинокого шляху (лат. nucleus tractus solitarii) — складне за будовою та функціями анатомічне утворення. Являє собою довгий «ланцюг» нейронів, що простягається вздовж стовбура мозку, досередини від спинномозкового ядра трійчастого нерва[25]. Ядро є спільним для VII, IX та Х черепних нервів[25]. У контексті лицевого нерва розглядається як чутливе (аналізує смакові подразнення). До ядра одинокого шляху доходять відростки нейронів, розміщених у колінчастому вузлі. Опісля сигнал прямує до таламуса[25].

- Верхнє слиновидільне ядро (лат. nucleus salivatorius superior) — вегетативне ядро, розміщене присередніше моторного ядра лицевого нерва[26]. Віддає парасимпатичні волокна, які іннервують усі слинні залози, крім привушної, та слізну залозу. У верхньому слиновидільному ядрі розрізняють дві зони (ядра) — власне слиновидільне та слізне ядро (лат. nucleus lacrimalis). Контролює це ядро гіпоталамус[26].

- Ядро лицевого нерва (лат. nucleus (motorius) nervi facialis) — міститься у покриві мосту.[27] Складається з мотонейронів, аксони яких прямують у складі рухових гілок до м'язів. Це найбільше рухове ядро у людини. В ядрі містяться нейрони, які іннервують тільки мімічні м'язи. Нейрони, які іннервують стремінцевий м'яз, заднє черевце двочеревцевого м'яза та шило-під'язиковий м'яз розміщені дещо окремо та поблизу ядра.[28] Нейрони, які іннервують м'язи нижньої частини обличчя розміщені в бічній частині ядра та дещо знизу; нейрони, які іннервують верхню частину обличчя (дві частини) розміщені в задній частині ядра та дещо зверху (отримують волокна з обидвох боків); нейрони, які іннервують задній вушний та підшкірний шийний м'язи розміщені в присередній частині ядра.[28][29].

Моторна частина лицевого нерва (власне лицевий нерв) пов'язана тільки з моторним ядром (ядром лицевого нерва), а чутливо-вегетативний проміжний нерв — з ядром одинокого шляху та верхнім слиновидільним ядром.
Окрім перелічених VII пара черепних нервів має сполучення ще з одним ядром. У лицевому нерві наявна певна кількість волокон загальної чутливості, які іннервують частину вушної мушлі, барабанну перетинку та невеличку ділянку шкіри позаду вуха. Вони прямують до ЦНС у складі проміжного нерва, доходячи до спинномозкового ядра трійчастого нерва (лат. nucleus spinalis nervi trigemini).

### Стовбур мозку та вихід з нього

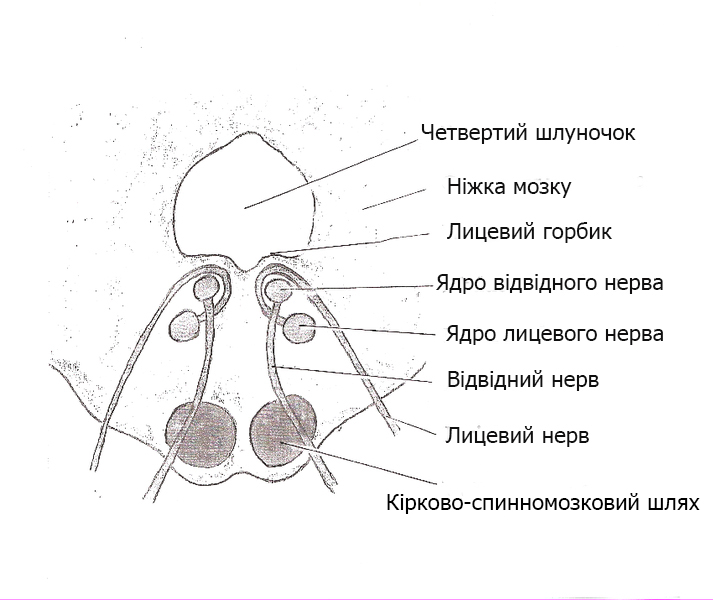
Схематичне зображення волокон лицевого нерва в стовбурі мозку (зріз у горизонтальній площині); можна побачити, як волокна нерва утворюють лицевий горбик довкола ядра відвідного нерва

Рухові волокна, які складають власне лицевий нерв, утворюють петлю довкола ядра відвідного нерва. Волокна, які утворюють цей вигин, відділяють ядро відвідного нерва від четвертого шлуночка і утворюють на ромбоподібній ямці (лат. fossa rhomboidea, ця ямка є дном четвертого шлуночка) лицевий горбок (лат. colliculus facialis). Окрім вигину довкола ядра відвідного нерва, рухові волокна нерва утворюють ще три вигини: другий опісля того, як обійдуть ядро відвідного нерва, третій, коли проходять під волокнами трійчастого нерва та четвертий, коли оминають середню мозочкову ніжку. Лицевий нерв виходить з ділянки мосто-мозочкового кута разом із присінково-завитковим нервом. На виході корінці лицевого нерва по суті розділені між двома нервами, які надалі утворять один стовбур: лицевим нервом, який має тільки аксони мотонейронів, та проміжним нервом, що містить чутливі та парасимпатичні волокна. Проміжний нерв розташований між власне лицевим та присінково-завитковим нервами, через що і отримав свою назву. Інколи його також називають нервом Врізберга (таку саму назву має ще й медіальний шкірний нерв плеча). Лицевий нерв єдиним стовбуром входить у внутрішній слуховий отвір скроневої кістки, через який проходить і присінково-завитковий нерв. Топографічно після виходу зі стовбура мозку лицевий нерв ділять на два великих відрізки:

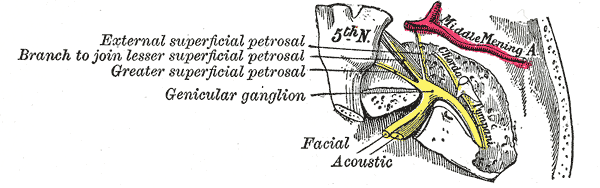
Відходження великого кам'янистого нерва від основного стовбура

- після входження до внутрішнього слухового отвору і проходження через лицевий канал скроневої кістки (внутрішньоскронева, або інтартемпоральна частина, яка разом з частиною нерва в ЦНС утворює інтракраніальну частину нерва);
- після виходу з каналу через шило-соскоподібний отвір (екстратемпоральна, або екстракраніальна частина).

### У лицевому каналі

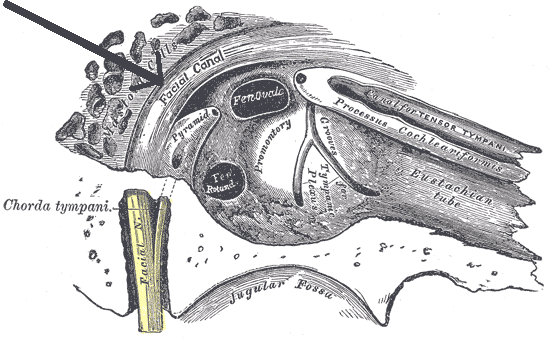
Лицевий канал і його розміщення біля барабанної порожнини

Лицевий нерв (3), колінчастий вузол (4) і їхнє розміщення відносно середнього, внутрішнього вух (півмісяцеві канали (7)) та присінково-завиткового нерва (1); можна побачити відходження барабанної струни (5) від основного стовбура

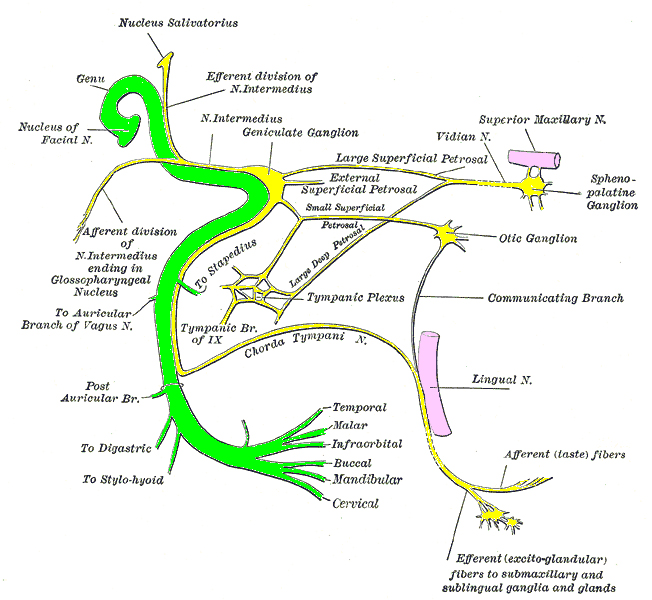
Схема комунікацій лицевого нерва

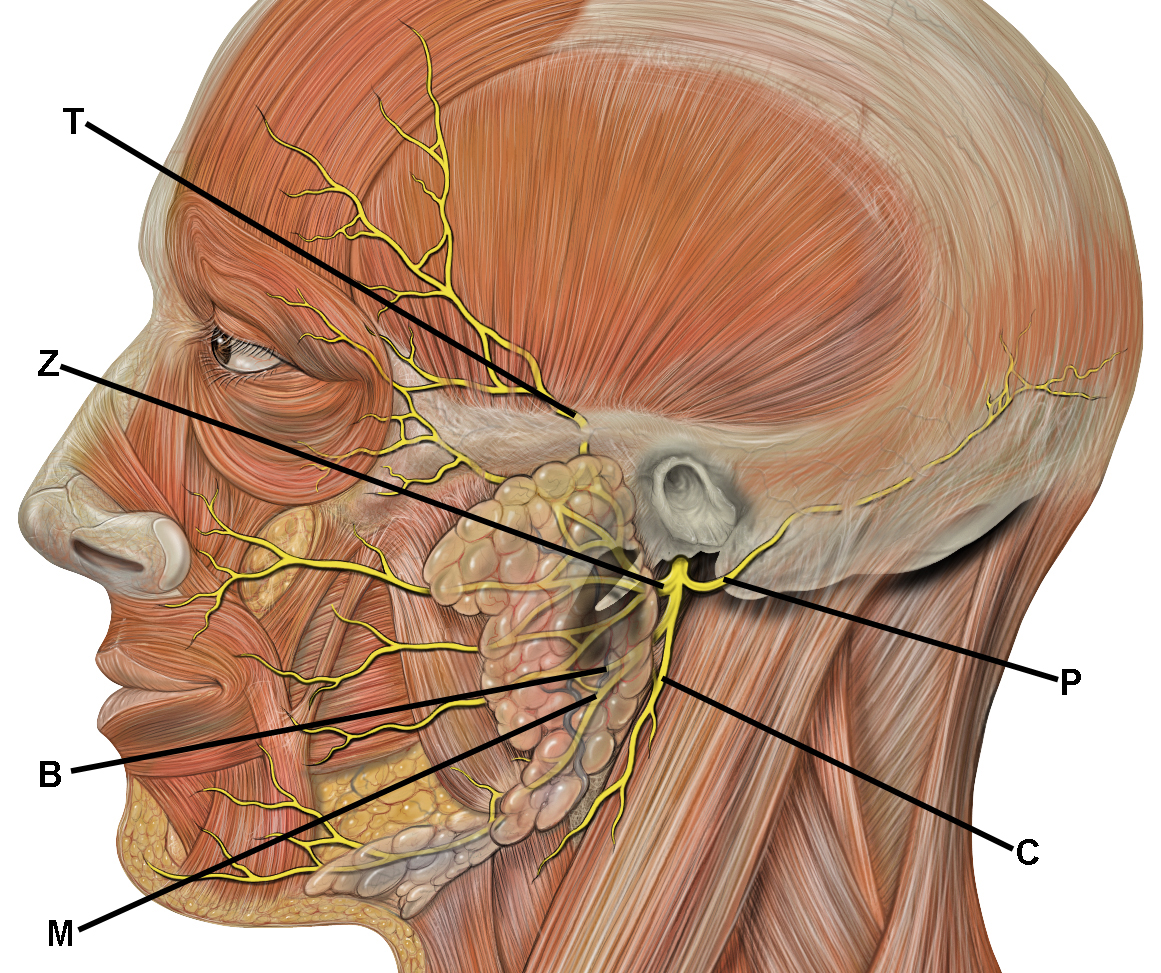
«Гусяча лапка» (T — скроневі гілки; Z — виличні; B — щічні; M — нижньощелепні; C — шийні; також зображена P — задня вушна гілка, яка не входить до складу «гусячої лапки»)

Після входження у скроневу кістку, лицевий нерв відділяється від присінково-завиткового та прямує через лицевий канал («фаллопієвий канал»), у якому робить вигин — колінце лицевого нерва (лат. geniculum nervi facialis). У лицевому каналі також міститься колінчастий вузол, що скупченням псевдоуніполярних нейронів, аксони яких прямують до ЦНС у складі проміжного нерва, а дендрити (дендритами ці відростки виступають у функціональному плані, а за своєю анатомічною суттю є периферичними гілками аксонів) — до органів, що іннервуються цим нервом і сприймають смакові, температурні і больові (вушна раковина) подразнення. Колінчастий вузол є утворенням гомологічним до спинномозкових вузлів, а також до вузлів деяких інших черепних нервів (трійчастого, блудного та під'язикового). Рухові волокна лицевого нерва проходять транзитом через колінчастий вузол. Від основного стовбура в каналі відходять такі великі гілки:
- Великий кам'янистий нерв (лат. nervus petrosus major), який формується з аксонів нейронів верхнього слиновидільного ядра. Несе парасимпатичні волокна до крило-піднебінного (клино-піднебінного) вузла (лат. ganglion pterygopalatinum (sphenopalatinum)), перед яким об'єднується з глибоким кам'янистим нервом (лат. nervus petrosus profundus), що складається з симпатичних волокон і не відходить від лицевого нерва, а від каротидного сплетення[37]. Обидва нерви утворюють єдиний стовбур — нерв Відія — який прямує через крилоподібний канал клиноподібної кістки до крило-піднебінного вузла. Волокна цього нерва забезпечують секрецію слізної залози, залоз слизових оболонок носа та рота (окрім великих слинних залоз). Це не всі кам'янисті нерви, які описуються разом з лицевим. Інколи згадують ще про зовнішній кам'янистий нерв (лат. nervus petrosus externus), однак ця гілочка є непостійною.[37]

- Стремінцевий нерв (лат. nervus stapedius), що складається з аксонів мотонейронів рухового ядра й іннервує стремінцевий м'яз[37].

- Барабанна струна (лат. chorda tympani), що є єдиною змішаною гілкою лицевого нерва (складається з чутливих та парасимпатичних волокон). Нерв спочатку йде в порожнині середнього вуха, а далі виходить з канальця барабанної струни (лат. canaliculis chordae tympani). Далі нерв прямує до гілки нижньощелепного нерва — язикового нерва (лат. nervus lingualis) — і об'єднується з ним. Таким чином барабанна струна доходить до язика та відповідає за смакову чутливість двох його третин. Передвузлові парасимпатичні волокна прямують до піднижньощелепного (лат. ganglion submandibulare) і під'язикового (лат. ganglion sublinguale) вузлів, де перемикаються на завузлові та забезпечують секрецію піднижньощелепної і під'язикової слинних залоз[37]. Зважаючи на те, що нерв є аферентним, його хід доцільніше розглядати з периферії до центру, тобто від сосочків до ядер в ЦНС.

### Після виходу з каналу
Лицевий нерв покидає лицевий канал через шило-соскоподібний отвір скроневої кістки, пронизує привушну слинну залозу, ділить її на дві частки (поверхнева та глибока) і утворює внутрішньопривушне нервове сплетіння (лат. plexus intraparotideus). Всі гілки, що відходять від цього місця є виключно руховими:
- Гілка до заднього черевця двочеревцевого м'яза (лат. ramus digastricus) — іннервує заднє черевце двочеревцевого м'яза;
- Гілка до шило-під'язикового м'яза (лат. ramus stylohyoideus) — іннервує однойменний м'яз;
- Задній вушний нерв (лат. nervus auricularis posterior) — велика гілка, що відходить від головного нерва при виході з шило-соскоподібного отвору, прямує до потиличної ділянки, поділяється на дві основні гілки: вушну (лат. ramus auricularis) та потиличну (лат. ramus occipitalis); та іннервує задній вушний м'яз та потиличне черевце лобно-потиличного м'яза.
- Від сплетіння до мімічних м'язів відходять спочатку два основні стовбури — скронево-лицевий та шийно-лицевий — які надалі дають початок п'ятьом гілкам (своєрідне розташування гілок одна відносно одної породило назву «велика гусяча лапка» (лат. pes anserina major)[38]:

| Гілки лицевого нерва                                       | Іннервовані мімічні м'язи |
| Скроневі, або лобні (лат. rami temporales (frontales)      | Лобне черевце лобно-потиличного м'яза; верхній та передній вушні м'язи; коловий м'яз ока; м'яз-зморщувач брови;                                         |
| Виличні (лат. rami zygomatici)                             | Коловий м'яз рота; великий виличний м'яз; |
| Щічні (лат. rami buccales)                                 | Щічний м'яз; великий та малий виличні м'язи; м'яз сміху; м'яз-опускач нижньої губи; м'яз-опускач кутика рота; м'яз-піднімач верхньої губи та крила носа |
| Крайова нижньощелепна (лат. ramus marginalis mandibularis) | Підборідний м'яз; м'яз-опускач нижньої губи; |
| Шийна (лат. ramus colli)                                   | Підшкірний м'яз шиї |

#### Топографія «гусячої лапки»
Під час операцій у привушній ділянці одним з найважливіших завдань є не пошкодити гілки до мімічних м'язів, адже це може привести до паралічу останніх. Тому необхідними є знання топографії гілок. Насамперед гілки, що утворюють «гусячу лапку» відходять у вигляді променів від однієї точки, яка розташована приблизно на 0,5 см спереду від валика вушної мушлі. У кожної гілки є свій напрям:
- Скроневі гілки прямують вгору, до зовнішнього кута ока, і закінчуються вище бічного краю брови;
- Виличні гілки закінчуються на рівні зовнішнього кута ока;
- Щічні гілки закінчуються на середині лінії, яку проводять між крилом носа та кутом рота;
- Крайова нижньощелепна гілка простягається по нижньому краю нижньої щелепи (80 % випадків), або 1—2 см нижче (20 % випадків);
- Шийна гілка від самого початку прямує вертикально донизу.

Слід зауважити, що периферичне розгалуження лицевого нерва є доволі мінливим. Так, у 25 % людей відходять основні гілки, які мало розгалужуються і утворюють мало комунікацій між собою. У решті випадків наявна густа сітка, утворена як вторинними гілками, так і анастомозами між основними стовбурами.
Для кращої орієнтації у розташуванні гілок можна уявити п'ясть, причому великий палець має вертикально перетнути виличну дугу (проєкція скроневих гілок), вказівний — прямувати до зовнішнього краю ока (виличні гілки), середній — розміщуватись над верхньою губою (щічні гілки), безіменний — по краю нижньої щелепи (крайова нижньощелепна гілка), а мізинець — прямувати донизу (шийна гілка).

#### Анастомози з трійчастим нервом
Лицевий нерв утворює найбільшу кількість анастомозів серед усіх черепних нервів. Особливо добре він анастомозує з трійчастим нервом. Якщо брати мімічні гілки, то описано п'ять основних анастомозів (гілки лицевого нерва позначені як «VII», гілки трійчастого нерва — як «V»): між горизонтальною гілкою надочноямкового нерва (V) та скроневою гілкою (VII); між вушно-скроневим нервом (V) та скроневою, виличною та мімічною гілками (усі VII); між підочноямковим нервом (V) та виличною гілкою (VII); між щічним нервом (V) та щічною гілкою (VII); між підборідним нервом (V) та крайовою нижньощелепною гілкою.
Роль цих анастомозів до кінця не з'ясована, існує декілька теорій: а) волокна трійчастого нерва заміняють пропріоцептивні волокна (у мімічних м'язах пропріорецептори відсутні); б) трійчасті волокна необхідні для полегшення виконання рефлекторних дій (наприклад, для виконання рогівкового рефлексу); в) беруть важливу участь в відчутті тактильних подразнень шкіри лиця.
Вісцеромоторні гілки лицевого нерва також утворюють анастомози з трійчастим нервом. Так, завузлові гілки від крило-піднебінного вузла об'єднуються з виличним (V), а опісля — і зі слізним нервом (V) та іннервують слізну залозу; барабанна струна (VII) підходить до язика після того, як об'єдналася з язиковим нервом (V).

### Сегменти нерва
Для кращого розуміння причин виникнення тої чи іншої патології, її проявів та механізмів лицевий нерв ділять на сегменти. Особливо такий поділ необхідний в нейрохірургії, при виконанні операцій на лицевому нерві. Як вже було сказано, є дві великі топографічні частини нерва — інтракраніальна, тобто та частина, яка розміщена в черепі, та екстракраніальна, тобто та частина, яка розміщена поза порожниною черепа. Загалом сегментарний поділ нерва такий:
| Сегмент                         | Опис | Гілки                                                                               | Примітки             |
| Супрануклеарний                 | Ця частина нерва складається з нейронів кори головного мозку та шляхів, які ідуть до ядер в стовбурі мозку                                             | Не дає гілок                                                                        | [ 35 ]               |
| Фасцикулярний (інтрамедулярний) | Волокна в стовбурі мозку, які прямують від ядер лицевого нерва                                                                                         | Не дає гілок                                                                        | [ 36 ]               |
| Цистерновий                     | Нерв виходить з мосто-мозочкового кута, проходить через цистерну моста і разом з VIII парою черепних нервів проходить крізь внутрішній слуховий прохід | Не дає гілок                                                                        | [ 36 ]               |
| Меатальний                      | Волокна в слуховому проході до входу в канал лицевого нерва                                                                                            | Не дає гілок                                                                        | [ 44 ] [ 45 ]        |
| Лабіринтний                     | Від дна слухового проходу до коліна каналу лицевого нерва                                                                                              | Великий кам'янистий нерв (а також малий кам'янистий та зовнішній кам'янистий нерви) | [ 46 ] [ 45 ]        |
| Барабанний (горизонтальний)     | Від коліна каналу лицевого нерва до виступу піраміди скроневої кістки                                                                                  | Не дає гілок                                                                        | [ 43 ] [ 47 ]        |
| Барабанно-соскоподібний         | Розташований горизонтально і в задній стінці барабанної порожнини; по своєму ходу утворює друге колінце                                                | Не дає гілок                                                                        | [ 48 ]               |
| Соскоподібний (низхідний)       | Від другого колінця до шило-соскоподібного отвору; складається тільки з рухових волокон                                                                | Стремінцевий нерв, барабанна струна                                                 | [ 43 ] [ 48 ] [ 49 ] |
| Екстракраніальний               | Від шило-соскоподібного отвору і на периферію у вигляді гілок                                                                                          | Усі мімічні гілки                                                                   | [ 43 ] [ 49 ] [ 50 ] |

### Шляхи в ЦНС

#### Моторний шлях

Схема моторного шляху; можна побачити, що до верхніх м'язів обличчя іннервація доходить від обох півкуль головного мозку

Рухова іннервація реалізується за допомогою кірково-ядерного шляху, однакового за будовою для всіх черепних нервів, у яких є рухові ядра (лат. corticonuclearis):
- Перший нейрон переважно міститься у нижній частині передцентральної звивини і направляє аксон до другого нейрона;
- Другий нейрон — нейрон рухового ядра, аксон якого входить до складу рухового нерва.

У моторного шляху лицевого нерва є певна особливість. Нейрони верхньої частини рухового ядра отримують аксони від обох півкуль головного мозку, а нейрони нижньої частини — тільки від півкулі протилежної сторони.

#### Смаковий аналізатор
Лицевий нерв відповідає за смакову іннервацію передніх двох третин язика. Слід зауважити, що подразнення на нерв передають периферичні смакові рецептори — смакові сосочки. Схема нейронів має такий вигляд:
- Перший нейрон — нейрон колінчастого вузла, дендрит якого несе сигнал від смакового сосочка, а аксон спрямовано до ядра одинокого шляху;
- Другий нейрон лежить в ядрі одинокого шляху; аксони цих практично не переходять на інший бік і прямують до підкіркового смакового центру — таламуса;
- Третій нейрон — це нейрон передньобокової групи ядер таламуса, а саме задньоприсереднє переднє ядро.

#### Вегетативний шлях
Вегетативний шлях, пов'язаний з лицевим нервом, такий:
- Перший нейрон міститься в гіпоталамусі; сам гіпоталамус отримує волокна від лімбічної системи та тих відділів кінцевого мозку, які пов'язані з нюховою інформацією (нюховий мозок; (лат. rhinencephalon)); від гіпоталамуса до наступного ядра імпульси надходять по задньому довгастому пучку (лат. fasciculus longitudinalis dorsalis);
- Другий нейрон — це нейрон верхнього слиновидільного ядра, від якого відходять передвузлові волокна; волокна розділяються між великим кам'янистим нервом та барабанною струною; окрім надкіркових імпульсів це ядро отримує імпульси від ядер, які розміщені в стовбурі; останнє потрібне для виконання рефлекторних несвідомих дій (наприклад, попадання стороннього тіла в око подразнює волокна трійчастого нерва, а останні прямують до ядер трійчастого нерва в стовбурі мозку; від ядер трійчастого нерва до верхнього слиновидільного ядра надходять збуджувальні імпульси і це проявляється сльозовиділенням в подразненому оці);
- Третій нейрон — це нейрон вегетативних вузлів, який віддає завузлові волокна, які безпосередньо іннервують орган-мішень

#### Загальна чутливість
Схема загальної чутливості лицевого нерва (більша частина належить системі трійчастого нерва):
- Перший нейрон — нейрон колінчастого вузла;
- Другий нейрон міститься в чутливому ядрі трійчастого нерва;
- Третій нейрон — нейрон задньоприсереднього переднього ядра.

### Таламус та кора

Передцентральна звивина

Смакові волокна від ядра одинокого шляху прямують до задньоприсереднього переднього ядра, а саме до його присередньої ділянки. У англомовній літературі зустрічається одразу декілька термінів, якими позначають цю частину (або відокремлюють його в окреме ядро); цей поділ залежить від даних цитологічних та гістохімічних досліджень: nucleus ventrocaudalis parvocellularis internus, parvicellular division of the ventroposteromedial nucleus, thalamic gustatory nucleus. Опісля смакові волокна прямують до фронтального оперкулума та передньої острівцевої кори. Саме тут знаходиться кірковий центр смаку.
П'ять ділянок в корі головного мозку надсилають свої аксони у складі кірково-ядерного шляху. Найбільш значущою ділянкою є первинна рухова кора (поле Бродмана 4), яка знаходиться в передцентральній звивині (частина звивини, пов'язана з лицевим нервом знаходиться в нижній третині цієї звивини). Іншими ділянками є допоміжна рухова кора (присередня частина поля Бродмана 6), передня премоторна кора (передня частина поля Бродмана 6), поле Бродмана 24c та поле Бродмана 23c.

### Кровопостачання
Нерв живиться від судин двох великих басейнів — басейну основної артерії та басейну зовнішньої сонної артерії. Ядра, волокна в стовбурі мозку та корінці живляться від гілочок передньої нижньої мозочокової артерії. Лабіринтна артерія, яка є гілкою нижньої мозочкової артерії кровопостачає нерв в ділянці внутрішнього слухового проходу. В середині лицевого каналу наявні потужні артеріальні анастомози між гілками зовнішньої сонної артерії, які забезпечують добре кровопостачання нерва. Нерв живиться від кам'янистої та додаткової гілочок середньої оболонкової артерії, барабанної гілки передньої барабанної артерії та шило-соскоподібної гілочки задньої вушної артерії. Після виходу з каналу гілочки нерва кровопостачаються задньою вушною, шило-соскоподібною, поверхневою скроневою артеріями та поперечною артерією обличчя.
Щодо променистого вінця та передцентральної звивини, то вони кровопостачаються з басейну середньої мозкової артерії.

## Рефлекси
Лицевий нерв пов'язаний з великою кількістю рефлексів. В таблиці нижче наведені ті рефлекси, які найчастіше перевіряють в клінічній практиці:
| Рефлекс          | Аферентна ланка | Еферентна ланка | М'яз, що забезпечує рефлекс | Сегмент                | Суть рефлексу                                                            |
| Надбрівний       | Трійчастий нерв | Лицевий нерв    | Коловий м'яз ока            | Міст і довгастий мозок | При постукуванні молоточком по надбрівній дузі відбувається змикання ока |
| Корнеальний      | Трійчастий нерв | Лицевий нерв    | Коловий м'яз ока            | Міст і довгастий мозок | При дотику ваткою до рогівки відбувається змикання ока                   |
| Кон'юнктивальний | Трійчастий нерв | Лицевий нерв    | Коловий м'яз ока            | Міст і довгастий мозок | При дотику ваткою до кон'юнктиви ока відбувається змикання ока           |

Слід зауважити, що змикання очей (моргання) можна викликати не тільки під час безпосереднього дотику, а й дистантно, у випадку дії неочікуваного слухового чи зорового подразника. У будь-якому випадку, аксони у складі лицевого нерва формують еферентну ланку вище описаних рефлексів.
Також лицевий нерв є еферентною гілкою таких рефлексів, як смоктальний, долонно-підборідний, хоботковий, назо-лабіальний. Останні є фізіологічними при народженні, коли кіркові шляхи є не до кінця зрілими, і зникають через деякий час, коли кіркові шляхи сформувалися. Їхня поява у дорослої людини свідчить про патологію Окрім того лицевий нерв є еферентною ланкою таких несвідомих актів, як сльозовиділення, слиновиділення при потраплянні їжі в ротову порожнину, думці про смачну їжу чи нюховому подразненні.

## Діагностика

Прозопарез при паралічі Белла

### Симптоми та скарги
Можливі скарги з боку ураження саме лицевого нерва (їх кількість різниться від рівня) такі:
- Прозопарез, або прозоплегія (тобто параліч м'язів обличчя) — збіднення міміки вестиме не тільки до неможливості виявлення емоцій, а й утруднення спілкування та приймання їжі (через парез/параліч кругового м'яза рота). У хворих витікає слина з кутика рота на боці ураження, оскільки він не закривається, застрягає їжа. З ока, якщо великий кам'янистий нерв не ушкоджений, тектимуть сльози, через те, що око не закривається. Також у пацієнтів можна визначити ряд симптомів, наприклад симптом Белла, або лагофтальм (при намаганні закрити око, очне яблуко завертається доверху і крізь щілину видно смужку склери), симптом вітрила (роздування щоки на стороні ураження).
- Авгезія — відсутність смаку; у випадку лицевого нерва це стосується передніх 2/3 язика.
- Гіперакузія — дуже тонкий слух
- Ксерофтальмія — сухість ока через відсутність продукції сліз.
- Різні порушення чутливості в ділянці вушної раковини — біль або втрата чутливості.
- Герпетичні висипання в ділянці вушної раковини та барабанної перетинки.
- Можлива гіпосалівація — зменшена продукція слини і, як наслідок, ксеростомія (сухість ротової порожнини)[65]

### Огляд та тести
Перед тим, як досліджувати функцію нерва, необхідно детально зібрати анамнез хвороби.
Під час огляду звертають увагу на симетричність складок обличчя, кутів рота, оглядають вушну раковину на наявність герпетичних висипань. Пальпують скроневу ділянку та соскоподібний відросток на можливість перелому. Опісля огляду починають тестувати функції нерва. Спочатку перевіряють міміку пацієнта: його просять усміхнутися, наморщити лоба, надути щоки, закрити очі. При цьому слідкують за симетричністю виконуваних дій, відсутністю або наявність патологічних симптомів. Варто досліджувати окремі групи м'язів зверху донизу і обстежувати їх не тільки на ознаки парезу, але й патологічних рухів (синкінезій). Також перевіряють фізіологічні рефлекси, які забезпечує лицевий нерв (наприклад, надбрівний, рогівковий та кон'юнктивальний). Можуть виникати і патологічні рефлекси (наприклад, назо-лабіальний рефлекс).
Окрім моторної функції перевіряють і інші. Тестують смак на передніх двох третинах язика за допомогою спеціальних смакових аплікаторів з певним набором смаків, застосовують тест Ширмера для оцінки сльозовиділення, оцінюють виділення слини.
Для полегшення оцінки ступеня порушення міміки використовують такі таблиці (шкали), як таблиця Хауса-Брекмена, таблиця Хауса-Мея або таблиця Янагіхари.

### Інструментальні методи дослідження

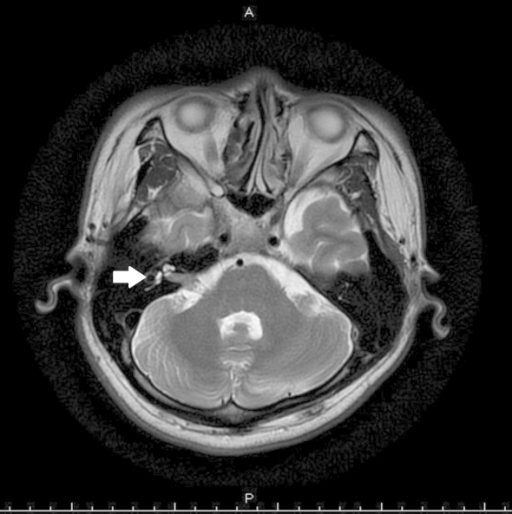
Стрілочкою показано пухлину у ділянці мосто-мозочкового кута (МРТ, T-2 режим)

Найчастіше в практиці використовують методи нейровізуалізації — МРТ та КТ. Іншим важливим дослідженням є ЕМГ. Аудіометрія та імпедансометрія дозволяють диференціювати порушення VIII та VII нервів та виміряти амплітуду стремінцевого рефлексу.
При використанні КТ не можна візуалізувати лицевий нерв, але метод добре візуалізує кісткову тканину. Тому у випадку підозри на травматичне пошкодження лицевого нерва, яке найчастіше виникає у каналі лицевого нерва, використовують саме цей метод. Також він може виявити кальцифікати (наприклад, при гемангіомі нерва) та холестеатому.
При використанні МРТ в T2-режимі можна візуалізувати як лицевий нерв, так і інші нервові анатомічні утвори. МРТ дозволяє краще за КТ визначати як над'ядерні, так і ядерні ушкодження (наприклад, інсульти); дозволяє побачити сам нерв у різних його сегментах, в тому числі при виході зі стовбура мозку. При використанні МР-ангіографії можна визначити співвідношення між судинами та нервом, що є важливим в діагностиці геміфаціального спазму.
ЕМГ є важливим дослідженням у пацієнтів з паралічем лицевого нерва, яке дозволяє виявити ознаки реіннервації та дати прогноз щодо одужання. Під час паралічу кількість рухових одиниць, які іннервуються, різко падає, виникають фібриляції. Ознакою ж реіннервації є поява поліфазних потенціалів рухових одиниць.

### Локалізація ураження і патології
Параліч мімічних м'язів може мати центральне (якщо він виникає в ЦНС (кора, шляхи)) або периферичне походження (стовбур мозку, після виходу з ЦНС). У першому випадку спостерігається втрата рухливості нижньої половини обличчя, у другому випадає певна сторона обличчя на боці ураження. Окрім того, залежно від місця ураження до втрати моторної іннервації додається інша симптоматика. Також параліч лицевого нерва може бути повним та частковим; одно- та двобічним. Нижче наведено приблизні клінічні картини при ураженнях різних відділів лицевого нерва; більш детально вони описані у відповідних розділах:
| Ділянка ураження                                                                     | Вигляд порушення з боку лицевого нерва | Вигляд порушення з боку інших нервових утворів                                                                                               | Виноски |
| Над'ядерне ураження (передцентральна звивина, проміжний мозок, кірково-ядерний шлях) | Центральний параліч (ураження нижньої половини обличчя) на протилежному боці до ураження; якщо задіяні шляхи смакової чутливості чи парасимпатичні шляхи або ділянки в корі — їхнє випадіння на протилежній до пошкодження стороні                                                    | (Залежно від розміру ураження) Геміплегія, геміанестезія, геміанопсія                                                                        | [ 75 ]  |
| Ураження ядер                                                                        | Випадіння функції, яка забезпечується ядром (периферичний параліч, втрата смаку, порушення іннервації екзокринних залоз) | Параліч погляду, ознаки альтернуючих синдромів — геміплегія, геміанестезія                                                                   | [ 75 ]  |
| Ураження волокон в мості                                                             | Теж саме, що й при ураженні ядер | Теж саме, що й при ураженні ядер | [ 76 ]  |
| Ураження корінця                                                                     | Випадіння усіх видів іннервації або судоми | Випадіння іннервація присінково-завиткового нерва, відвідного, трійчастого нерів, симптоми ураження мозочка; наявність судом мімічних м'язів | [ 76 ]  |
| Ушкодження в меатальному сегменті                                                    | Теж саме, що й при ураженні корінця | Теж саме, що й при ураженні корінця, окрім мозочкових симптомів                                                                              | [ 76 ]  |
| Ураження в лабіринтному сегменті                                                     | - Якщо до відходу великого кам'янистого нерва — порушення усіх видів іннервації) - Якщо після відходу великого кам'янистого нерва — сльозовиділення збережене - Якщо уражений колінчастий вузол, то ще додається біль в ділянці вушної раковини                                       | — | [ 76 ]  |
| Ураження в барабанному та барабанно-сосковому сегментах                              | Гіперакузія, авгезія, порушення слиновиділення | — | [ 76 ]  |
| Ураження в соскоподібному сегменті                                                   | - Якщо до відходу стремінцевого нерва — те ж саме, що й в барабанному сегменті - Якщо опісля відходу стремінцевого нерва — відсутність гіперакузії, але наявні втрата смаку та порушення слиновиділення - Якщо опісля відходу барабанної струни — периферичний параліч лицевого нерва | — | [ 77 ]  |
| Ураження периферичних рухових гілок                                                  | Випадіння іннервації окремих м'язів | — | [ 77 ]  |

## Патології нерва

### Патології над'ядерного сегменту
Якщо ураження (наприклад, інсульт) виникає в корі нижньої частини передцентральної звивини чи в кірково-ядерному шляху, то розвивається центральний параліч лицевого нерва — патологія, яка проявляється зникненням можливості рухати мімічними м'язами нижньої частини обличчя на протилежному до ураження боці, в той час, як рухливість м'язів верхньої частини обличчя збережена. Окрім синдромів, які уражають власне систему лицевого нерва, тут описано ряд розладів, пов'язаних з екстрапірамідною системою. Порушення в корі головного мозку може проявлятися дисоціацією свідомих та несвідомих мімічних рухів. Наприклад, при ураженні лобної частки головного мозку пацієнт при своєму бажанні може підняти кутик рота. Однак, цього не відбуватиметься, коли він буде сміятися. Протилежна ситуація виникає при ураженні нижньої третини передцентральної звивини чи волокон кірково-ядерного шляху.
- Псевдобульбарний синдром, або псевдобульбарний параліч — це стан, при якому виникає двобічний центральний параліч лицевого нерва. Окрім того наявні емоційні порушення, які пов'язані з мімікою — насильницькі плач і сміх. Наявні прояви з боку V, IX, X, XI та XII пар черепних нервів. Виникає при пошкодженні пірамідних шляхів та рухової кори[75][79].

- Дуже подібний до попереднього синдрому за своїми проявами є синдром Фуа-Шавані-Марі, при якому з двох боків випадатимуть свідомі рухи, що забезпечуються V, VII, IX, X та XII парами черепних нервів, але при цьому зберігаються автоматичні несвідомі рухи, не буде проявів емоційної лабільності. Синдром виникає при пошкодженні оперкулума[79][80].

- Клонічні та тонічні судоми мімічних м'язів можуть виникати при епілепсії[81].

- При екстрапірамідних розладах часто страждає міміка, що проявлятиметься тиками, міоклонусами, дискінезіями та дистоніями. Так, синдром Меже проявляється комбінацією двох основних ознак: блефароспазму (спазм повіки) та оромандибулярної дистонії (неможливість відкрити рот, наявність тризму, бруксизму). Синдром пов'язують з порушеннями в смугастому тілі[82][83]. Окрім того, міміка страждає і при таких захворюваннях, як хвороба Паркінсона, хорея Гантінгтона, хвороба Вільсона-Коновалова, як побічна дія нейролептиків. Зміни міміки також виникають при шизофренії[82].

### Патології, пов'язані зі стовбуром мозку
В стовбурі мозку розташовані ядра лицевого нерва та проходять волокна від цих ядер, які даватимуть початок нерву. При ушкодженні ядер чи волокон випадатиме та іннервація, яка забезпечується цими структурами. Однак, ізольоване ураження ядер чи якогось ядра трапляється вкрай рідко. Частіше поряд з нейропатією лицевого нерва спостерігають і прояви пошкоджень інших структур, які розміщені в мості: пірамідних та екстрапірамідних шляхів, ядер та волокон інших черепних нервів, ядер сітчастого утворення. Причини виникнення таких уражень різні: інсульти, пухлини, демієлінізувальні процеси, отруєння, запальні процеси, вроджені вади.

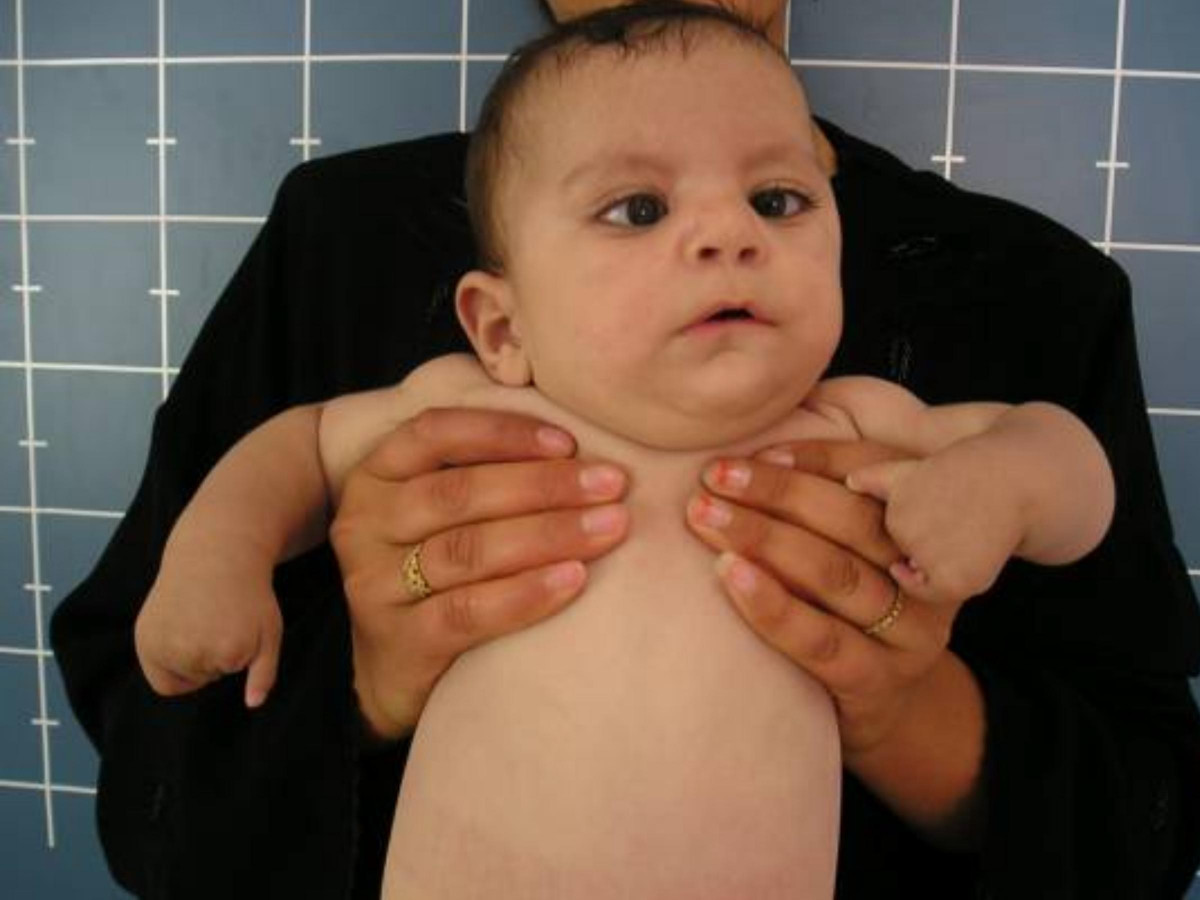
Дитина з синдромом Мебіуса

- Синдром Мебіуса — рідкісне захворювання, при якому випадає рухова активність, що забезпечується деякими черепними нервами. Лицевий нерв завжди втягнутий до патологічного процесу. Часто, разом з ним, уражається відвідний, рідше під'язиковий нерви. Решта нервів уражаються вкрай рідко. Причина синдрому — вроджене пошкодження або неправильний розвиток рухових ядер. Інколи трапляється і периферичне природжене ураження нервів (в цистерновому сегменті). При синдромі настає параліч м'язів обидвох половин обличчя. Людина, у якої спостерігається патологія, не може усміхатися, плакати, закривати очі (лицевий нерв), а також робити дію, яка залежить від іншого ураженого нерва (відводити очі в бік, якщо це, наприклад, VI пара черепних нервів). Доволі часто синдром Мебіуса поєднаний з іншими патологіями: аутизмом, синдромом Поланда, різного роду злоякісними утвореннями. Діти з такою вадою зазнають подальшої стигматизації в суспільстві: незважаючи на те, що їх інтелектуальний розвиток такий, як і у здорових людей, їх часто вважають неповноцінними членами суспільства.[84]
- Різні альтернівні синдроми, які пов'язані найчастіше з порушеннями в мозковому кровообігу (перелічені нижче).
  - Синдром Фовілля характеризується ураженням ядра лицевого нерва, або волокон, що прямують від нього та пірамідних шляхів (тих, що відповідають за контрольовані рухи). На боці ураження, на обличчі, буде випадати рухова активність, а на протилежному боці тіла спостерігатиметься параліч кінцівок. Часто розвивається через тромбоз основної артерії чи її гілок.[76][85]
  - Синдром Мійяра-Гублера — це ураження волокон або/і ядер лицевого та відвідного нервів, пірамідних шляхів. Прояви його подібні до проявів синдрому Фовілля, але дещо різняться: на стороні ураження брак міміки та відсутність можливості відвести око, на протилежній стороні — центральний параліч або парез. Найчастіше причиною є розлади кровообігу (тромбоз в гілках основної артерії, наприклад).[75][86]
  - Синдром Бріссо-Сікара має протилежні прояви до двох попередніх: на обличчі розвиваються судоми мімічних м'язів через подразнення волокон лицевого нерва, на протилежній стороні (як і для всіх альтернуючих синдромів) — парез або параліч кінцівок через пошкодження пірамідних шляхів.[87]
  - Синдром Гасперіні найчастіше виникає при порушенні кровотоку в передній нижній мозочковій артерії. Це веде, своєю чергою, до пошкодження ядер V, VI, VII та VII черепних нервів, поздовжнього присереднього пучка, чутливих шляхів. У хворого виникає параліч лицевого та відвідного нервів, параліч погляду (не може подивитися в бік ураження), розлади жування, втрата чутливості на протилежній стороні.[88]

- Синдром Гарсена, або гемібазальний синдром — це ураження черепних нервів (III—XII) на одному боці. Найчастіше є ускладненням онкологічних процесів чи менінгіту. Не є альтернівним синдромом, але таким, що локалізується в стовбурі мозку.[89]

- Бічний аміотрофічний склероз, прогресивний бульбарний параліч чи хвороба Кеннеді також можуть уражати ядра лицевого нерва на цьому рівні[81].

### Патологія мосто-мозочкового кута
Ураження корінця лицевого нерва в цій ділянці найчастіше викликається невриномою VIII черепного нерва. Лицевий нерв перебуває дуже близько до цього нерва і цим пояснюється його включення в патологічний процес. Компресія невриномою VIII черепного нерва чи стиснення іншим утвором проявляється в синдром мосто-мозочкового кута (синдром бічної цистерни). Симптомами будуть порушення усіх видів іннервації, які забезпечуються лицевим та присінково-завитковим нервами. При розростанні пухлини чи збільшенні іншого утвору до процесу можуть залучатися V та VI пари черепних нервів, мозочок.
Ще одною патологією, яка пов'язана з цим сегментом є геміфаціальний спазм. Це захворювання яке характеризується раптовими неконтрольованими тонічними або тоніко-клонічними судомами, які проявляються у вигляді нападів. Між нападами жодних інших неврологічних симптомів з боку лицевого чи інших нервових утворів немає. Причиною таких судом найчастіше є подразнення корінців нерва судиною в ділянці так званого root entry zone — місця входу корінця, хоча трапляються випадки, коли місце подразнення може локалізуватися на в будь-якій ділянці, починаючи від ядра і закінчуючи шило-соскоподібним отвором, а подразником може виступати не тільки судина, а й кісти, фістули, пухлини. Часом до судом додається невралгія трійчастого нерва.

### Патологія в лицевому каналі
Ураження нерва в лицевому каналі та прояви цього ураження дуже різняться в залежності від локалізації, що вже було наведено вище. Чинники ураження теж різноманітні: травма, інфекція (наприклад, ускладнення отиту), пухлина, тощо.
- Параліч Белла — патологічний стан невідомого походження, найвідоміший вид паралічу лицевого нерва. Виникає раптово, після чого (в одних випадках через декілька днів, в інших — декілька місяців) минає. Ступінь прояву різний: від легкої скованості міміки до тотального паралічу м'язів. Найчастіше параліч однобічний, хоча інколи трапляються двобічні випадки. Теорії причини різні: найбільше цей параліч пов'язують з вірусом вітряної віспи, хоча існують теорії про роль переохолодження, ішемії, аутоімунний процес.[94][95] Патогенетичні зміни пояснюють виникненням набряку нерва; оскільки він проходить в замкнутому просторі — каналі — виникає компресія нерва, а звідси — неврологічні прояви[96].

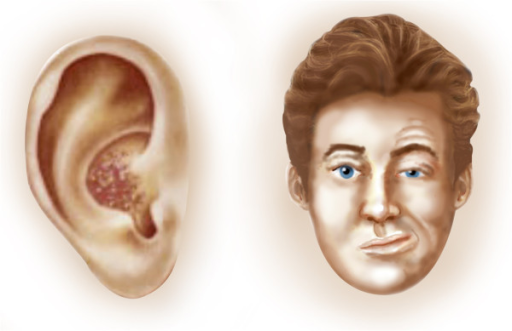
Ознаки синдрому Рамзая Ханта — параліч лиця та герпетичні висипання в слуховому проході

- Синдром Рамзая Ханта (II типу) — ще один синдром, який виникає при оперізуючому герпесі. Вірус накопичується в колінчастому вузлі, що веде до його пошкодження, і як наслідок, до втрати чутливої іннервації, а також пошкодження рухових і секреторних гілок (прояви варіюють в різних пацієнтів). Характерною ознакою є везикулярний герпетичний висип в ділянці вушної раковини та зовнішнього слухового проходу. Однак, часом трапляється параліч, спричинений герпетичним ураженням колінчастого вузла, при якому немає герпетичних висипань — паралітичний лицевий оперізувальний герпес. Слід також зауважити, що гангліоніти можуть бути і іншої етіології, а не тільки герпесної.[76][94]

- Особливо актуальною для цього відрізку лицевого нерва є його травма. Травма лицевого нерва є другою[97][98] за частотою причиною нейропатії лицевого нерва опісля паралічу Белла. Найчастіше пошкодження лицевого нерва виникають при переломі піраміди скроневої кістки, але можуть локалізуватися в будь-якій частині лицевого каналу (а також, але рідше, у інших сегментах, наприклад хірургічна травма в ділянці мосто-мозочокового кута чи при операціях на привушній залозі[99]). Звідси і різноманітна клініка травм лицевого нерва.[97]

### Синкінезії
Регенерація нерва опісля травми не завжди проходить правильно, що може вилитися у виникненні ряду синкінезій — співдружніх неконтрольованих рухів, які супроводжують свідомий рух. Ці стани не є частими. Серед них варто відзначити «синдром крокодилячих сліз» — стан, при якому прийом їжі провокує у хворого сльозовиділення. Іншою відомою синкінезією є обернений феномен Маркуса-Гунна, або синдром Маріна-Амата, який проявляється у змиканні повік при відкритті рота.

### Деякі інші патології
У цьому розділі наведені ряд патологій, які або не мають чіткої локалізації, або ще є недостатньо вивченими:
- Нейропатія лицевого нерва може виникнути при лайм-бореліозі (уражатися може не тільки лицевий нерв); іншими характерними ознаками захворювання є мігруюча еритема, менінгіт, артралгії, розлади з боку серцево-судинної системи[100];
- Нейропатія лицевого нерва також виникає при синдромі Гієна-Барре — аутоімунному захворюванні, яке характеризується симптомами гострої полірадикулонейропатії[101];
- Синдром Мелькерссона-Розенталя — синдром, який характеризується тріадою симптомів: набряком на обличчі, одно- або двобічним паралічем лицевого нерва та наявністю складчастого («географічного») язика. Етіологія невідома.[100]

## Історія відкриття

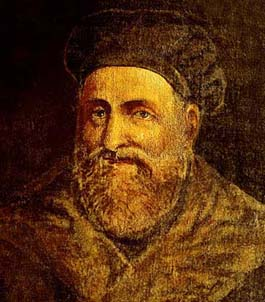
Габрієль Фаллопій

Першим анатомом, який дав опис лицевого нерва, але не дав назви, був Клавдій Гален. В його класифікації лицевий нерв був «твердим» (так Гален називав рухові нерви). Лицевий нерв разом з примінково-завитковим нервом утворювали п'яту пару черепних нервів. Така класифікація, зважаючи на авторитет Галена та заборону на проведення розтинів людських тіл протягом Середньовіччя, збереглася практично на півтора тисячоліття. Такою вона в перекладах на арабську перейшла на Близький Схід, де протягом VII—XIV століть наука була на високому рівні. Своєю чергою арабські праці були перекладені на латинську мову та поширені по Європі.

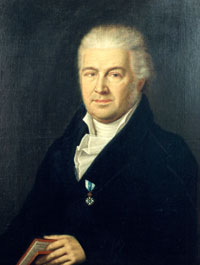
Самуель Томас Земмерінг

Одним з перших, хто міг переглянути таку класифікацію та «союз» двох нервів, був Мондіно де Луцці (Мундінус), однак у своїй праці Anathomia 1316 року він тільки підтвердив нумерацію Галена. Першим, хто створив не таку класифікацію та нумерацію нервів був Алессандро Бенедетті, який в Historia corporis humani від 1502 року дав другий порядковий номер V парі Галена. Нерв посунувся на ще одну позицію опісля праці Нікколо Масси Liber introductorius anatomiae від 1536 року. Це сталося через те, що Масса вперше ввів у класифікацію I пару черепних нервів — нюховий нерв, тому всі інші нерви змістилися на одну позицію. Везалій вважав лицевий нерв корінцем присінково-завиткового нерва, який був у нього п'ятою парою. 1562 року, в Observationes anatomicae, Габрієль Фаллопій першим описав барабанну струну та канал лицевого нерва. Першим, хто кардинально оновив класифікацію черепних нервів був Томас Вілліс. 1664 року, в праці Cerebri anatome, союз лицевого та присінково-завиткових нервів посів сьоме місце. 1726 року Александр Монро Прімус описав сполучення барабанної струни з язиковим нервом (гілка трійчастого нерва). Тільки в 1778 році Самуель Томас Земмерінг розділив два нерви. Лицевий нерв став VII парою черепних нервів. Його частиною він також описав проміжний нерв.
Назву нерву теж вперше дав Земмерінг в 1778 році. Facialis — це посткласичне латинське слово, яке походить від латинського слова facies - обличчя. До того нерв називали твердою частиною «союзу» з присінково-завитковим. Частина лицевого нерва — проміжний нерв — свою назву отримав через розташування між твердою та м'якою частинами V галенівської пари; був ніби єднальною гілочкою між цими частинами. Такими назви були затверджені в 1895 році в Базелі. Такими залишилися і після останнього перегляду анатомічної номенклатури в Сан-Паулу в 1997 році.

## Виноски
1. 1 2 3 4 5 6 7  Головацький, 3 том, 2009, с. 25-26.
2. 1 2 3  Ширшов, 2011, с. 36.
3. 1 2 3  Willson-Pawells, 2010, с. 121.
4. ↑  Willson-Pawells, 2010, с. 120.
5. 1 2 3  Brazis, 2011, с. 323-324.
6. ↑  Головацький, 3 том, 2009, с. 9-11.
7. ↑  Головацький, 3 том, 2009.
8. ↑  Butler, 2005, с. 174-175.
9. ↑  May, 2000, с. 1.
10. 1 2 3 4 5 6 7  Slattery, 2014, с. 1.
11. ↑  Chapter 8. Facial Nerve. Oculist.net. Архів оригіналу за 11 липня 2013. Процитовано 15 квітня 2013. (англ.)
12. 1 2 3  May, 2000, с. 2.
13. 1 2 3 4 5 6 7 8 9 10 11  Alexander G. Bien. Facial Nerve Embryology. Medscape. Архів оригіналу за 11 липня 2013. Процитовано 1 травня 2013. (англ.)
14. 1 2 3 4 5 6 7  Paxinos, 2011, с. 18.
15. 1 2 3 4  May, 2000, с. 3.
16. 1 2 3  May, 2000, с. 4.
17. ↑  May, 2000, с. 6.
18. ↑  May, 2000, с. 8.
19. ↑  Привес, 2006, с. 611-612.
20. 1 2 3  Khanna, 2004, с. 138-142.
21. ↑  Привес, 2006, с. 613.
22. ↑  De Iuliis, 2007.
23. ↑  Butler, 2005, с. 192.
24. ↑  Ali Nabavizadeh and Joy S. Reidenberg (2019). Anatomy of the Proboscideal Nerve in the Proboscis of the African Elephant (Loxodonta africana). FASEB Journal. 33: Abstract lb148.
25. 1 2 3  NUCLEUS & TRACTUS SOLITARIUS (VISCEROSENSORY). medical neuroscience. Архів оригіналу за 11 липня 2013. Процитовано 15 травня 2013. (англ.)
26. 1 2  SUPERIOR SALIVATORY AND LACRIMAL NUCLEI. medical neuroscience. Архів оригіналу за 11 липня 2013. Процитовано 15 травня 2013. (англ.)
27. ↑  MOTOR NUCLEUS OF CRANIAL NERVE VII (MOTOR VII). medical neuroscience. Архів оригіналу за 11 липня 2013. Процитовано 15 травня 2013. (англ.)
28. 1 2 3  Luigi Cattaneo, Giovanni Pavesi (2014). The facial motor system. Neuroscience and Biobehavioral Reviews. 38: 135—159. doi:10.1016/j.neubiorev.2013.11.002. PMID 24239732.(англ.)
29. ↑  Brazis, 2011, с. 321.
30. ↑  Willson-Pawells, 2010, с. 123.
31. ↑  Ширшов, 2011, с. 39.
32. ↑  Головацький, 2 том, 2007, с. 259.
33. ↑  Ширшов, 2011, с. 38.
34. 1 2 3  Ширшов, 2011, с. 41.
35. 1 2 3 4  Facial Nerve Anatomy. Emedicine. Архів оригіналу за 11 липня 2013. Процитовано 15 травня 2013. (англ.)
36. 1 2 3 4 5  Slattery, 2014, с. 2.
37. 1 2 3 4 5  Alpen A. Patel. Facial Nerve Anatomy (Intratemporal Portion). Medscape. Архів оригіналу за 11 липня 2013. Процитовано 15 травня 2013. (англ.)
38. 1 2 3  Facial Nerve Anatomy (Extratemporal Portion). Emedicine. Архів оригіналу за 11 липня 2013. Процитовано 15 травня 2013. (англ.)
39. ↑  Snell, 2011, с. 583.
40. 1 2  Кованов, 2001, с. 102.
41. ↑  Головацький, 3 том, 2009, с. 18.
42. ↑  Головацький, 3 том, 2009, с. 23.
43. 1 2 3 4  Slattery, 2014, с. 5-6.
44. ↑  Ширшов, 2011, с. 42-44.
45. 1 2  Slattery, 2014, с. 4.
46. ↑  Ширшов, 2011, с. 46-48.
47. ↑  Ширшов, 2011, с. 51-53.
48. 1 2  Ширшов, 2011, с. 55-56.
49. 1 2  Ширшов, 2011, с. 56-58.
50. 1 2  Ширшов, 2011, с. 59.
51. 1 2  Головацький, 2 том, 2007, с. 315.
52. ↑  Willson-Pawells, 2010, с. 128.
53. 1 2  Brazis, 2011, с. 129-130.
54. ↑  Paxinos, 2011, с. 1210-1211.
55. 1 2  Willson-Pawells, 2010, с. 130-131.
56. ↑  Головацький, 2 том, 2007, с. 322-324.
57. ↑  Paxinos, 2011, с. 1196.
58. ↑  Paxinos, 2011, с. 1198.
59. ↑  Slattery, 2014, с. 7.
60. ↑  Гусев, 2009, с. 48.
61. ↑  Paxinos, 2011, с. 351-352.
62. ↑  Гусев, 2009, с. 77.
63. ↑  Ширшов, 2011, с. 88.
64. ↑  Slattery, 2014, с. 33.
65. ↑  Willson-Pawells, 2010, с. 133.
66. ↑  Slattery, 2014, с. 23.
67. ↑  Slattery, 2014, с. 25-26.
68. ↑  Slattery, 2014, с. 28.
69. 1 2  Slattery, 2014, с. 33-34.
70. ↑  Ширшов, 2011, с. 81-82.
71. ↑  Slattery, 2014, с. 41-42.
72. 1 2 3  Slattery, 2014, с. 48.
73. 1 2  Binder, 2010, с. 86.
74. 1 2  Slattery, 2014, с. 36-37.
75. 1 2 3 4  Brazis, 2011, с. 324-325.
76. 1 2 3 4 5 6 7 8  Brazis, 2011, с. 326.
77. 1 2  Brazis, 2011, с. 327.
78. ↑  Brazis, 2011, с. 325.
79. 1 2  Brazis, 2011, с. 535.
80. ↑  Slattery, 2014, с. 133.
81. 1 2  Brazis, 2011, с. 335.
82. 1 2  Brazis, 2011, с. 332-333.
83. ↑  Facial nerve anatomy (central connections). mdscape. Архів оригіналу за 11 липня 2013. Процитовано 27 травня 2013. (англ.)
84. ↑  Mobius syndrome. Medscape. Архів оригіналу за 11 липня 2013. Процитовано 27 травня 2013. (англ.)
85. ↑  Inferior Medial Pontine Syndrome (Foville Syndrome). StrokeCenter. Архів оригіналу за 18 квітня 2015. Процитовано 18 квітня 2015.(англ.)
86. ↑  Ventral Pontine Syndrome (Millard-Gubler Syndrome). StrokeCenter. Архів оригіналу за 18 квітня 2015. Процитовано 18 квітня 2015.(англ.)
87. ↑  Pawel Tacik (2014). Brissaud-Sicard syndrome caused by a diffuse brainstem glioma. A rare differential diagnosis of hemifacial spasm. Acta Neurochirurgica. 156 (2): 429—430. doi:10.1007/s00701-013-1984-6. PMID 24384991.(англ.)
88. ↑  M. Krasnianski (2009). Gasperini syndrome as clinical manifestation of pontine demyelination. European Journal of Medical Research. 14: 413—414. doi:10.1186/2047-783X-14-9-413. Архів оригіналу за 2 лютого 2014. Процитовано 18 квітня 2015.{{cite journal}}:  Обслуговування CS1: Сторінки із непозначеним DOI з безкоштовним доступом (посилання) (англ.)
89. ↑  E. Wayne Massey, W. L. Brannon (1980). Cylindroma Causing Garcin's Syndrome. JAMA Neurology. 37 (12): 786. doi:10.1001/archneur.1980.00500610066014. Архів оригіналу за 1 лютого 2014. Процитовано 18 квітня 2015. (англ.)
90. ↑  I Bone, D M Hadley (2005). Syndromes of the orbital fissure, cavernous sinus, cerebello- pontine angle, and skull base. Journal of Neurology, Neurosurgery & Psychiatry. 76: 29—38. doi:10.1136/jnnp.2005.075259. Архів оригіналу за 22 лютого 2014. Процитовано 18 квітня 2015. (англ.)
91. ↑  Slattery, 2014, с. 137.
92. 1 2  Brazis, 2011, с. 334.
93. ↑  Slattery, 2014, с. 138.
94. 1 2  FACIAL (VII) NERVE DISORDERS. Neuromuscular.edu. Архів оригіналу за 11 липня 2013. Процитовано 27 травня 2013. (англ.)
95. ↑  Slattery, 2014, с. 70-74.
96. ↑  Slattery, 2014, с. 78.
97. 1 2  Ширшов, 2011, с. 19-20.
98. ↑  Slattery, 2014, с. 98.
99. ↑  Slattery, 2014, с. 100-102.
100. 1 2  Brazis, 2011, с. 329.
101. ↑  Brazis, 2011, с. 328.
102. ↑  Simon F, Marečková-Štolcová E, Páč L. (2011). On the terminology of cranial nerves. Annals of Anatomy. 193 (5): 447—452. doi:10.1016/j.aanat.2011.04.012. PMID 21724380.(англ.)
103. ↑  J. P. Shaw (1992). A history of the enumeration of the cranial nerves by European and British anatomists from the time of Galen to 1895, with comments on nomenclature. Clinical Anatomy. 5 (6): 464—484. doi:10.1002/ca.980050607.(англ.)
104. ↑  Matthew C. Davis, Christoph J. Griessenauer (2014). The naming of the cranial nerves: A historical review. Clinical Anatomy. 27 (1): 14—19. doi:10.1002/ca.22345. PMID 24323823.(англ.)

### Українська література
- Головацький А. С., Черкасов В. Г., Сапін М. Р., Парахін А. І. Анатомія людини у трьох томах. — Вінниця : Нова Книга, 2009. — Т. 3. — 376 с. — 4000 прим. прим. — ISBN 978-966-382-181-8.

- Головацький А. С., Черкасов В. Г., Сапін М. Р., Парахін А. І. Анатомія людини у трьох томах. — Вінниця : Нова Книга, 2007. — Т. 2. — 456 с. — 4000 прим. — ISBN 978-966-382-062-0.

### Іноземна література
- Илья Ширшов, Олег Древаль. Травма лицевого нерва. — Москва : Чебоксарская типография №1, 2011. — С. 192. — ISBN 978-5949820438. (рос.)

- Привес М. Г., Лысенков Н. К., Бушкович В. И. Анатомия человека. — 12-е. — Санкт-Петербург : СПбМАПО, 2006. — 720 с. — ISBN 5-98037-028-5. (рос.)

- Кованов В. В. Оперативная хирургия и топографическая анатомия. — 4-е. — Москва : Медицина, 2001. — 408 с. — ISBN 5-225-04710-6. (рос.)

- Е. И. Гусев, А. Н. Коновалов. Неврология: национальное руководство. — Москва : ГЭОТАР-Медиа, 2009. — 1035 с. — ISBN 978-5-9704-0665-6. (рос.)

- William H. Slattery, Babak Azizzadeb. The Facial Nerve. — 1st. — New York : Thieme, 2014. — С. 236. — ISBN 978-1604060508. (англ.)

- Mark May, Barry M. Schaitkin. The Facial Nerve: May's Second Edition. — 2nd. — New York : Thieme, 2000. — 877 с. — ISBN 978-0865778214. (англ.)

- Linda Willson-Pawells, Elizabeth J Akesson,  Patricia A.  Stewart. Cranial Nerves in Health and Disease. — 3rd. — London : PMPH-USA, 2010. — 247 с. — ISBN 978-1607950318. (англ.)

- Devin K. Blinder, D. Christian Sonne, Nancy J. Fischbein. Cranial Nerves: Anatomy, Pathology, Imaging. — New-York : Thieme Medical Publishers, Inc, 2010. — 228 с. — ISBN 978-1-58890-402-7. (англ.)

- Ann B. Butler, William Hodos. Comparative vertebrate neuroanatomy. Evolution and adaption. — 2nd. — Нью-Джерсі : John Wiley & Sons, Inc, 2005. — 715 с. — ISBN 978-0471210054. (англ.)

- Juergen K. Mai, George Paxinos. The Human Nervous System. — 3rd. — London : Elsiever Inc, 2011. — 1432 с. — ISBN 978-0123742360. (англ.)

- Paul W. Brazis, Joseph C. Masdeu. Localization in Clinical Neurology. — 6th. — Philadelphia : Lippincott Williams & Wilkins, 2011. — 668 с. — ISBN 978-1609132811. (англ.)

- Gerardo De Iuliis, Gerald DeIuliis, Dino Pulera. The Dissection of Vertebrates: A Laboratory Manual. — London : Academic Press, 2007. — 304 с. — ISBN 978-0120887767. (англ.)

- D. R. Khanna, P. R. Yadav. Biology of Fishes. — New Dehli : Discovery Publishing House, 2004. — 386 с. — ISBN 81-7141-908-9. (англ.)

- Richard S. Snell. Clinical Anatomy by Regions. — 9th. — New York : Lippincott Williams & Wilkins, 2011. — 768 с. — ISBN 978-1609134464. (англ.)